# Victoria Earle Matthews

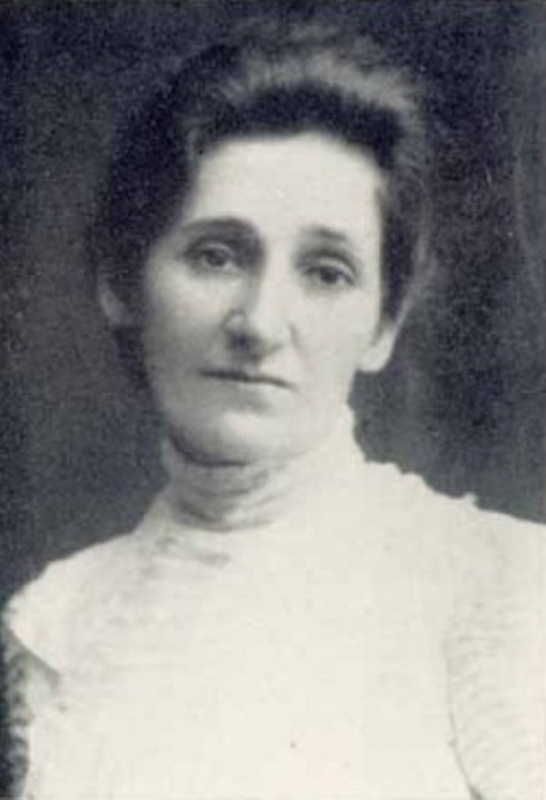
Victoria Earle Matthews

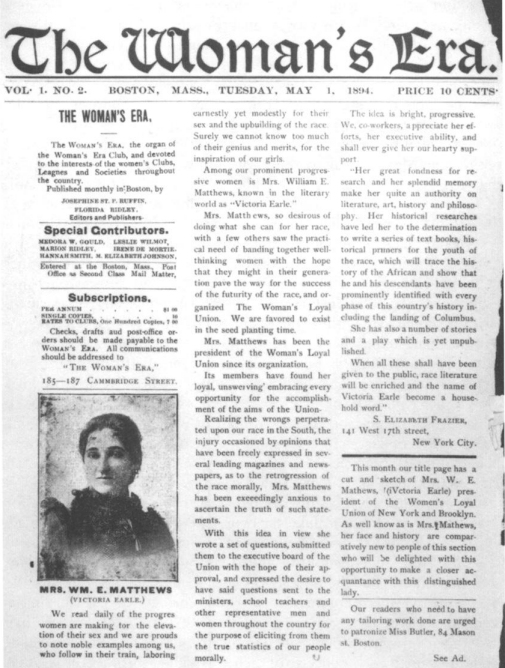
Matthews auf der Titelseite von The Woman’s Era, herausgegeben von Josephine St. Pierre Ruffin, 1. Mai 1894

Victoria Earle Matthews, geborene Ella Victoria Smith (* 27. Mai 1861 in Fort Valley, Georgia; † 10. März 1907 in New York City), war eine US-amerikanische Schriftstellerin, Essayistin, Journalistin und Aktivistin. Sie wurde in Georgia als Sklavin geboren und zog nach der Abschaffung der Sklaverei mit ihrer Familie nach New York City. Dort besuchte sie kurz die Schule und arbeitete als Hausangestellte, um ihre Familie zu unterstützen. Als verheiratete Frau engagierte sich Matthews in Frauenclubs und in der Sozialarbeit, zu einer Zeit, als die 1884 in Großbritannien entstandene Settlement-Bewegung die amerikanische Sozialarbeit in den Großstädten beeinflusste. Im Jahr 1897 gründete Matthews das White Rose Industrial Home for Working Class Negro Girls, auch bekannt als White Rose Mission, ein Haus für junge schwarze Frauen, um ihnen eine sichere Unterkunft, Bildung sowie Lebens- und Berufskenntnisse zu vermitteln.

## Leben
Victoria Earle wurde einen Monat vor Ausbruch des Bürgerkriegs in Georgia in die Sklaverei hineingeboren. Kurz nach ihrer Geburt floh ihre Mutter, Caroline Smith, vor ihrem Herrn und ließ Victoria und ihre acht Geschwister zurück. Die unklare Rassenzugehörigkeit der Familie Smith und die Tatsache, dass die Kinder im Haus des Hausherrn lebten, sprechen dafür, dass der Besitzer ihr Vater war. Als ihre Mutter New York City erreichte, plante sie, genug Geld zu verdienen, um ihre eigene Freiheit und die ihrer Kinder zu erkaufen. Caroline Smith führte einen Rechtsstreit um das Sorgerecht für ihre Töchter und war die erste schwarze Frau, die im Gerichtssystem von Georgia anerkannt wurde. Matthews, ihre Mutter und ihre Schwester Anna reisten von Georgia nach Richmond und Norfolk, Virginia, und landeten schließlich 1873 in New York City. In New York City besuchte Matthews nur vier Jahre lang eine öffentliche Schule, bis familiäre Schwierigkeiten sie dazu zwangen, die öffentliche Schule zu verlassen und als Hausangestellte zu arbeiten, wo sie die umfangreiche Hausbibliothek ihres Arbeitgebers nutzte. Der Besitzer entdeckte Matthews beim Lesen und gab ihr die Erlaubnis, dies zu tun, wenn sie Zeit hatte. Um Zeit zum Lesen und Lernen zu haben, arbeitete sie härter. Der New York Freeman, eine katholische Zeitung, beschrieb Matthews als „stets bereit und zuvorkommend“.
Am 22. Oktober 1879 heiratete sie im Alter von achtzehn Jahren William E. Matthews, einen Kutscher aus Petersburg, Virginia. Sie hatten einen Sohn, Lamartine, der aber am 19. September 1895 im Alter von sechzehn Jahren starb.
Victoria Earle Matthews begann ihre Arbeit als Journalistin im Jahr 1887. Die Washington Bee stellte sie als eine Journalistin vor, die „die Beste ihres Geschlechts in unserer Rasse“ wäre.
In den frühen 1890er Jahren engagierte sich Matthews verstärkt in afroamerikanischen politischen und sozialen Kreisen. Am 5. Oktober 1892 organisierten Matthews und die Erzieherin und Aktivistin Maritcha Lyons in der New Yorker Lyric Hall ein Abendessen zu Ehren von Ida B. Wells und ihrer Anti-Lynch-Kampagne, die zur Gründung der Woman's Loyal Union of New York and Brooklyn führte. Es war die Zeit des Aufschwungs von Bruderschaften und Frauenvereinigungen, und Matthews war die erste Präsidentin der Woman's Loyal Union, einer Bürgerrechtsorganisation, die sich gegen Rassendiskriminierung und Lynchjustiz einsetzte. Matthews war 1896 Vorsitzende des Vorstands der National Association of Colored Women und hielt häufig Vorträge zu aktuellen Themen. Matthews wurde vor allem durch ihre Reden „The Value of Race Literature“ (gehalten am 30. Juli 1895 auf dem First National Congress of Colored Women in Boston), „The Role of Afro-American Women“ und „The Awakening of the Afro-American Woman“ (1897) zu Selbstbewusstsein und Selbstwert der Rassen bekannt.
Nach dem Tod ihres Sohnes begann Matthews sich auf die Unterstützung junger Menschen in seinem Alter zu konzentrieren. Sie kehrte in den Süden zurück, nachdem sie über den anhaltenden Bedarf an Bildung für Schwarze gelesen hatte. Im Bundesstaat Alabama begann sie zu erkunden, was für farbige Menschen getan wurde. Schließlich engagierte sie sich in der US-amerikanischen Settlement-Bewegung, die von progressiven Frauen in Industriestädten wie Chicago und New York ins Leben gerufen worden war, die Zehntausende von europäischen Einwanderern sowie viele Migranten aus dem ländlichen Süden aufnahmen. Ein Pfarrer überredete sie, nach New York zurückzukehren. Matthews begann, bei Einzelpersonen und Familien Hausbesuche zu machen. Sie leistete praktische Dienste, indem sie beispielsweise überforderten Müttern half, eine Mahlzeit zuzubereiten oder die Wäsche zu waschen.
Zu dieser Zeit kamen Tausende junger Schwarzer im Rahmen der Great Migration nach New York: in der Hoffnung, dort bessere Arbeit und Chancen zu finden als im Jim-Crow-Süden. Matthews stellte insbesondere fest, dass das Leben für Afroamerikaner von „begrenzten wirtschaftlichen Möglichkeiten, unzureichenden Wohnungen, Armut, Vorurteilen und rassistisch motivierter Gewalt“ geprägt war. Matthews war der Meinung, dass die jungen Frauen einen sicheren Ort brauchten, an dem sie bleiben konnten, während sie berufliche Fähigkeiten erlernten, die es ihnen ermöglichten zu arbeiten.
Matthews selbst war gemischtrassig; ihre helle Haut und ihr Aussehen in Verbindung mit ihrer Bildung verschafften ihr Freiräume. Sie untersuchte die Geschäftspraktiken sowohl der Weißen als auch der Schwarzen in dieser Zeit. Mit der anfänglichen Hilfe von Winthrop Phelps, einem weißen Philanthropen, der eine Wohnung in einem ihm gehörenden Mietshaus zur Verfügung stellte, eröffnete sie am 11. Februar 1897 einen Ort, an dem farbige Mädchen eine Ausbildung in Hausarbeit erhalten konnten. Matthews sorgte dafür, dass sie nähen lernten, Kleider anfertigten und sich auf den Dienst in der Gesellschaft vorbereiteten. Auch für Jungen beabsichtigte sie Kurse über häusliche Dienste. Neben Lebensführung und Selbsthilfe und Grundkenntnissen wie Mathematik, Lesen und Schreiben unterrichtete Matthews ihre Schüler in Rassengeschichte und Literatur. Sie hielt eine Sammlung von Büchern über die Geschichte der Schwarzen bereit, die allen zur Verfügung stand.
Da sie erkannten, dass junge Frauen insbesondere bei ihrer Ankunft in der Stadt gefährdet waren, beschlossen Matthews und ihre Unterstützer, sie durch Freiwillige an Bahnhöfen abzuholen und ihnen eine sichere Unterkunft anzubieten. Sie kauften ein Haus in der East 86th Street 217, das sie White Rose Home for Working Class Negro Girls oder White Rose Mission nannten. Zur Unterstützung der Mission gewann sie prominente schwarze Geistliche und Gemeinden, wie Adam Clayton Powell senior von der Abyssinian Baptist Church in Harlem. Das Haus ermöglichte es den Schülerinnen, in der Nähe ihrer Lehrerinnen zu sein, von ihnen und voneinander im täglichen Leben zu lernen und für eine gewisse Zeit Schutz zu finden. Neben Ausbildung und Bildung hatten die jungen Frauen die Möglichkeit, eine „anständige“, wenn auch schlecht bezahlte Arbeit zu finden. Die White Rose Mission bot zudem Freizeitaktivitäten, literarische und kulturelle Veranstaltungen und Kurse über die Geschichte der Afroamerikaner an.
Matthews war auch Mitglied des Verwaltungsrats der McDonough Memorial Dispensary, eines Krankenhauses für Schwarze und Ausländer.
Am 10. März 1907, im Alter von fünfundvierzig Jahren, starb Victoria Earle Matthews an Tuberkulose.
Matthews wird als eine der ersten schwarzen Sozialarbeiterinnen in New York und als eine Pionierin des heutigen Sozialsystems angesehen. Ein nach ihr benannter, rein schwarzer Victoria Earle Matthews (Mothers) Club half Mädchen und Frauen, die sexuell missbraucht worden oder von sexuellem Missbrauch bedroht waren.
An Matthews erinnert eine Gedenktafel mit der Aufschrift „The White Rose Home“ an ihrem Wohnhaus in der 33 Poplar Street in Brooklyn.

## Werk
Victoria Earle Matthews schrieb Kurzgeschichten. Auch darin konzentrierte sie sich auf die Förderung eines Bewusstseins für den Kampf der Schwarzen, insbesondere der schwarzen Frauen. In allen Werken gibt es daher positive schwarze Protagonistinnen, die  lernen in ihrem Schwarzsein Würde zu entwickeln.
In der Geschichte Aunt Lindy: A Story Founded on Real Life von 1893 pflegt eine alte schwarze Schwester die Menschen ihres Städtchens, die Opfer eines verheerenden Brandes geworden sind. Unter ihnen findet sich hilflos ihr früherer Besitzer aus ihrer Zeit als Sklavin. Sie gerät in Versuchung, Rache an dem nun Hilflosen zu nehmen, der für das unbekannte Schicksal ihrer zerstreuten Kinder verantwortlich ist. Sie hört aber einen Prediger, besinnt sich und pflegt den Besitzer gesund. Nach seiner Heilung kauft er zum Dank der Schwester und ihrem Mann ihr Haus und identifiziert einen ihrer Söhne. Der Sohn war einer der Prediger, der sie vor der Sünde bewahrt hatte.
Matthews setzt die Symbolik des Feuers ein, um den emotionalen Aufruhr darzustellen, den Aunt Lindy erlebt. Amina Gautier interpretiert das so: Das Feuer der Vergeltung fegt durch Lindy und verbrennt alle Gedanken an christliche Vergebung. Die Schwarzen waren gezwungen, ihre Gefühle zu verbergen. Die Gesellschaft der Nachkriegszeit wollte die Sorgen der emanzipierten Sklaven nicht hören oder ansprechen. Aunt Lindys Gefühle sprudelten an die Oberfläche, nachdem sie jahrelang den Schein gewahrt und im Verborgenen gelitten hatte. Matthews weist darauf hin, dass die Menschen den emanzipierten Sklaven keine Vorschriften darüber machen sollten, wie sie sich fühlen sollten und wie nicht. Die Geschädigten müssen die Möglichkeit haben, sich ihren Gefühlen der Bitterkeit und des Grolls zu stellen, wenn das Land vorankommen soll.
In Eugenie's Mistake: A Story von 1892 wächst Adele Van Arsden in Frankreich auf. Als ihr Vater stirbt, erbt sie seine Plantage in Louisiana. Dort findet sie in Eugenie St. Noire eine Freundin, die ihr das fremde Land näher bringt. Royal Clifford, der Herr von Clifford Hall, verliebt sich und heiratet schließlich Adele. Eugenie ist eifersüchtig und macht sich zunutze, dass Adeles Vergangenheit im Dunkeln liegt, dass ihre Mutter bei der Geburt gestorben ist und ihr Vater sie ins Ausland geschickt hat. Während Clifford abwesend ist, lässt sie Adele einen Brief entdecken, in dem der Vater enthüllt, dass Adeles Mutter eine Mulattin war. Adele ist verzweifelt und denkt ihren Ehemann entehrt zu haben. Sie flieht nach Frankreich. Nach fünf unglücklichen Jahren entdeckt Clifford schließlich den Brief. Er eilt nach Frankreich und bittet um Vergebung. Er enthüllt, dass seine Mutter ein Octoroon war. All die Jahre hatte er geglaubt, dass Adele irgendwie die Wahrheit erfahren und ihn deshalb verlassen hätte. Das Paar versöhnt sich und beschließt in Frankreich neu anzufangen. Laut Gautier widerlegt Matthews die Vorstellung, dass die befreiten Sklaven unbelastet seien. Die neu gewonnene Freiheit des Paares macht die jahrelangen Misshandlungen, die sie in der Sklaverei erlitten haben, nicht ungeschehen. Der Verlust zum Beispiel der verlorenen Kinder lastet im Leben nach der Befreiung genauso schwer auf ihnen wie vorher. Sie ertragen das Leben, anstatt es zu genießen.
In Zelika – A Story aus demselben Jahr ist Zelika eine Sklavin auf der Claiborne-Plantage in Georgia. Ihre helle Hautfarbe und die Gunst ihrer Herrin verschaffen ihr das Privileg, lesen und schreiben zu lernen. Zelika genießt die Freiheiten, ihrem alten Herrn vorzulesen. Hier, am Krankenbett ihres Herrn Claiborne, knüpft sie eine Verbindung zu einem anderen Sklaven, King George. Mit Zelikas geduldiger Anleitung lernt King George lesen und schreiben; das ist Segen und Fluch zugleich für ihn. Er wird sich seiner Stellung bewusst, flieht gegen den eindringlichen Wunsch Zelikas und schließt sich der Unionsarmee an. Zelika verbleibt am Ende des Krieges als einzige Sklavin am Sterbebett ihres alten Herrn. Der gibt ihr vor seinem Tod einen Brief. Zelika öffnet ihn nicht und wartet auf die Rückkehr von King George. Der kommt schließlich als George King und Freier zu Zelika zurück. In dem Brief steht, dass Zelika Claibornes Tochter ist, und die Stelle eines von Claiborne vergrabenen Schatzes. Nachdem George Kings Gesundheit wiederhergestellt ist, verbringen sie gemeinsam ihren Lebensabend weit weg von Georgia.